# Bank Ludowy w Witkowie
Bank Ludowy w Witkowie – dawna siedziba Banku Ludowego w Witkowie, w województwie wielkopolskim. 
Mieści się przy Starym Rynku pod numerem 14. Został wybudowany w 1913 roku. W dniu 9 czerwca 2003 roku został wpisany do rejestru zabytków. Obecnie siedziba centrali Banku Spółdzielczego w Witkowie.